# Saint-Austremoine

Saint-Austremoine este o comună în departamentul Haute-Loire, Franța. În 2009 avea o populație de 50 de locuitori.